# Pyrilia haematotis
Pyrilia haematotis е вид птица от семейство Папагалови (Psittacidae).

## Разпространение
Видът е разпространен в Белиз, Гватемала, Колумбия, Коста Рика, Мексико, Никарагуа, Панама и Хондурас.